# Arnold Nechansky
Arnold Nechansky (* 17. März 1888 in Wien; † 25. März 1938 in Kitzbühel) war ein österreichischer Kunstgewerbler des Jugendstils.

## Leben

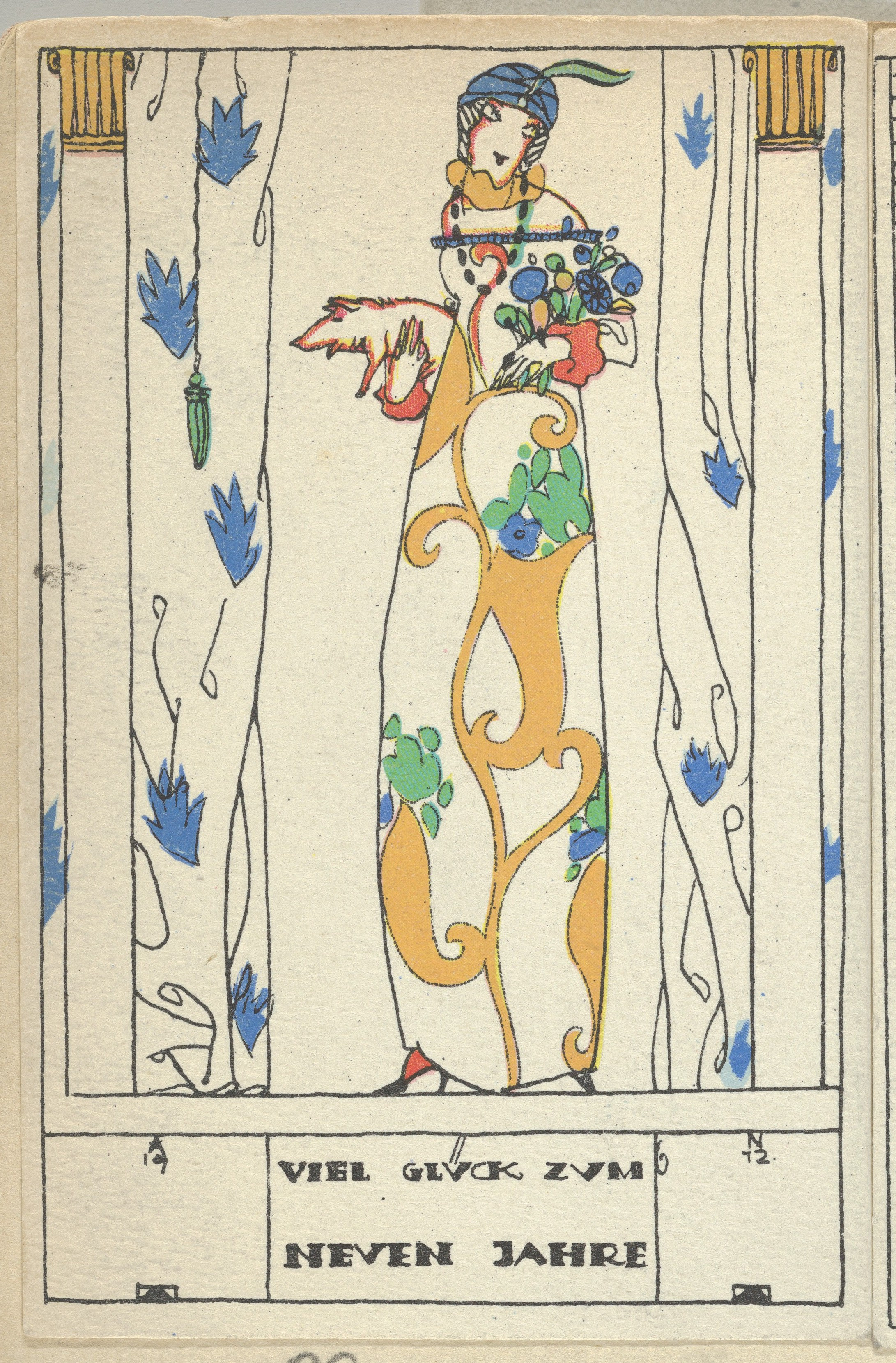
Viel Glück zum Neuen Jahre, Farblithographie von Arnold Nechansky (1912)

Nechansky studierte von 1909 bis 1913 an der Wiener Kunstgewerbeschule unter Oskar Strnad, Adolf Boehm und Josef Hoffmann.
1914 gestaltete er den Empfangsraum des österreichischen Pavillons auf der Kölner Werkbundausstellung. 1919 wurde er an die Kunstgewerbe- und Handwerkerschule Berlin-Charlottenburg berufen und leitete dort die Klasse für Metall- und Lederbearbeitung sowie die Vorbereitungsklasse für allgemeine Formgebung. Er gestaltete Keramiken für die Firma J. & L. Lobmeyr sowie Silber, Möbel, Stoffe und Porzellane für die Wiener Werkstätte. Einige seiner Modelle wurden auch von der Berliner Porzellanmanufaktur ausgeführt.
Nechansky heiratete 1923 die Wiener Malerin Marianne Winter von Wigmar (1902–1985) und kehrte 1934 nach Österreich zurück. Der Wiener Nechanskyweg wurde am 8. Oktober 1987 vom Gemeinderatsausschuss für Kultur nach Arnold Nechansky und seinem Vater, dem Stadtrat August Nechansky (* 1851 Wien; † 25. Juli 1912), benannt.